# Parozodera chemsaki
Parozodera chemsaki är en skalbaggsart som beskrevs av Hüdepohl 1985. Parozodera chemsaki ingår i släktet Parozodera och familjen långhorningar. Inga underarter finns listade i Catalogue of Life.